# 四股名
四股名（しこな）とは、相撲における力士の名前である。
もともとは醜名と書いた。この場合の「醜」とは「みにくい」という意味ではなく、「逞しい」という意味である。いつからか四股と相まって「四股名」と当て字で書かれるようになった。しこ名と書かれることも多い。
大相撲の制度上は初めて番付に載る前の段階から四股名を名乗ることができる。
日本相撲協会に所属する力士が改名するときは、各場所の千秋楽から番付編成会議までの間に改名届を提出し、編成会議において承認される。

## 歴史
四股名の誕生は江戸時代、興行としての勧進相撲が始まった頃からと考えられている。例えば『信長公記』など戦国時代の歴史書にあらわれる相撲取りは、本名かそれに準ずる通り名などで相撲を取っていた。文献上の醜名の初見は、17世紀前半成立の『大友興廃記』とされる。
職業として相撲を取る者が現れたことで、四股名が用いられる様になったが、当初は古典に登場する豪傑の名を取ったような、荒々しいものが多かった。
由井正雪の謀反事件の後、江戸幕府によって一時期四股名の使用が禁じられた。叛意を持った浪人が来歴を偽って相撲取りの巡業の中に潜伏するようなことを、取り締まるためだった。やがて幕政が安定するとこれも解禁され、谷風梶之助、小野川喜三郎らの活躍する寛政期になると、現在に通ずるような勇ましさだけでなく優雅さを強調した、「山」「川」「花」「海」といった文字を盛り込んだ四股名が使われ始めた。
現在では、「千代の富士貢」の「千代の富士」のように、一般で言う「姓」の部分が四股名だと認識されることが多いが、本来は「姓＋名」までが四股名である。例えば、現存する最古の相撲部屋の一つである高砂部屋では、師匠が代々「高砂浦五郎」を襲名しているのを始め、部屋ゆかりの四股名にも「小錦八十吉」「朝潮太郎」など姓名がひとくくりになったものがあり、その名残を残している。他の部屋でも、横綱二代目若乃花は本名にかかわらず初代と同じ「若乃花幹士」を名乗っている。花田虎上は「三代目の若乃花」として報道されることが一般的であるが、花田は現役時代に「若乃花勝」を名乗っており、「若乃花」だけなら確かに三代目であるが、「姓＋名＝四股名」という本来の法則から考えれば厳密的には三代目には当たらない。
また前相撲を除き、現役力士の四股名や年寄名跡、行司家名(木村・式守)と重複する表記・読みの四股名を名乗ることはできない。呼出と重複する四股名は可能である。なお、横綱土俵入りには雲龍型と不知火型があり、不知火型は年寄名跡と被ることもあるため「不知火」を四股名として名乗ることは認められていないことが判っているが、年寄名跡に指定されていない「雲龍」を四股名として名乗ることが許されているかどうかは不明である。また、伝説上の横綱とされる初代から3代までのうち、初代横綱・明石志賀之助と2代横綱・綾川五郎次と同じ「明石」「綾川」の四股名も名乗ることが避けられる傾向にある。「明石」は昭和30年代に2人、「綾川」は明治および大正期に1人、昭和前期に1人の計2人が名乗っていた記録があるが、現在は全く存在していない。
近年の傾向として、かつてほど「山」や「海」が用いられなくなっている。日本人の郷土意識の希薄化と、自然破壊の進行でかつての名勝地でも荒廃が進み、避けられるようになったことが、要因として挙げられる。「川」は、山や海よりも前に若瀬川あたりからあまり使われなくなった（2009年に入りモンゴル出身の德瀬川が十両昇進するも2011年に大相撲八百長問題により引退）。「『川』で終わる」「本名に由来しない」四股名を名乗る現役力士は、2024年1月場所終了時から、泉川・都川の引退により0人となっていたが、2025年7月場所で若碇が藤ノ川に改名したことにより復活した。川は流れるので星も流れる、足が流れるというので好まれなくなったという。ただし、追手風部屋の遠藤や大栄翔が部屋の由緒ある四股名「清水川」の襲名構想が取りざたされたりと全くの忌み字ではないようである。「○ヶ嶽」の形の四股名も昭和戦前までは多かったが、戦後の関取では、琴ヶ嶽と階ヶ嶽の2人しかいない。駒ヶ嶽が横綱昇進を期待されながら現役で亡くなったり出羽ヶ嶽が悲劇的な土俵人生を過ごしたことから避けられるようになったという。一方、琴欧洲、把瑠都のように郷土を遠く離れた外国出身力士に郷土ゆかりの四股名が目立つが、欧州、東欧などの漠然とした地名や「把瑠都」など強引とも取れる当て字の使用に関しては批判もある。現に横綱審議委員を務めていた頃の内館牧子は、安直な名付けであるとして名付け親である親方の責任を問う論調のコラムを寄せていた。また、南ノ島勇（南乃島勇の父）はトンガ王国出身ということで「南ノ島」と四股名を付けられたが、勝ち名乗りの際に行司が四股名を忘れてしまい「トンガ〜」と呼ばれたことがある。貴乃花が一時代を築いた頃には「ノ」や「の」よりも「乃」の使用が多くなったり、大鵬の影響で白鵬、旭天鵬等大鵬部屋以外でも「鵬」の付く四股名が増える、他にも朝青龍の影響で、妙義龍、德勝龍など「龍」の使用が増えるなど、大横綱の四股名にあやかった流れが起きた。日本のシンボルである富士山にあやかって「富士」の字を付ける力士も多く、2019年5月場所終了時点で戦後の横綱だけでも5人が「富士」で終わる四股名を名乗った。
音読みの四股名がかなり目立つのも最近の傾向である。現役力士の中に鶴竜、豪栄道、大栄翔などのような音読みだけで構成された四股名の力士がおり、中でも慶天海孔晴などは下の名前も含めて全て音読みというかなり珍しいケースと言える。同じく、1980年代には鶴嶺山宝一という下の名前も合わせてすべて音読みの力士がおり、「鶴嶺山」を「かくれいざん」と読むことに対しては違和感があったとされる。ただし「鶴嶺山」は師匠であり父親でもある鶴ヶ嶺昭男が十両まで名乗っていた四股名である。これ以前にも修羅王政勝が1973年から74年にかけて「修羅王道心(しゅらおう どうしん)」を名乗っていた。なお、留め字の「山」を「さん」もしくは「ざん」と音読みにする四股名は、昭和時代の相撲界においては「散々な敗北」を連想することから出世しないとして好まれていなかった。具体例としては、歴代の横綱の中で四股名の「山」を音読みにしている力士は12代横綱・鬼面山谷五郎のみで、1968年5月場所に新十両となった高橋貞次こと三山貞次は、当該四股名を当初「さんざん」と読ませていたが、上述の考えから間もなく「みやま」と読みを変えた。その一方で、栃煌山は新十両の際に改名する当初「とちおうやま」と読ませる予定を、濁点を含む方が力強く聞こえるとする実母の提案を踏まえ、「とちおうざん」という読みに決定した。
四股名は縁起物と見做されることがあったためか、大相撲の歴史的な四股名・年寄名にあやかって大日本帝国海軍(以下、海軍)の戦艦の名前として使われたことがあった。また、海軍自体訓練のメニューとして相撲を取り入れ、中でも伊勢は甲板の上に本格的な土俵を設営したほどであった。
また、垣添、片山のように学生相撲出身力士が十両、幕内に昇進しても本名で取り続けることが多くなってきている。幕内力士が最初に本名で土俵に上がった例は1947年6月場所で入幕した岩平貞雄だが、これは幼少のときに生き別れた母親に健在を知らせ、名乗り出てほしいという希望をこめたものと言われている（しかし母親は現れず、一場所で若葉山貞雄と改名した）。かつては明文化されてはいなかったが関取が本名で土俵に上がることは認められない風潮があった。しかし昭和30年代から及川、宇田川、成山、明歩谷などあたりから増え、34代式守伊之助によると輪島大士の頃から本名で土俵に上がることができない風潮がうやむやになっている。出島武春は初土俵から引退まで、幕内75場所（うち大関12場所）を含む81場所にわたって下の名も含め本名のまま取り続けた。本名のまま幕内を長く務めた力士には幕下以下で改名を経験していたり（成山→小野若→成山、蜂矢→栃ノ矢→蜂矢など）、部分的に改名する場合（長谷川勝利→勝敏→勝廣→戡洋、輪島博→大士、霜鳥→霜鳳など）が多い中では極めて異例である。また、出島と同部屋の垣添も幕内40場所以上を経験しながら初土俵から下の名を含め1度も改名しないまま2012年に引退している。曙太郎、武蔵丸光洋、白鵬翔など、外国出身力士が日本国籍取得に際して、四股名をそのまま本名にした例もある。2017年には「各力士が四股名についての考えを持っているため、十両昇進を機に無条件に四股名を名乗らせることには諸手を上げて賛同できない」という趣旨の投書が相撲雑誌によせられており、時代的に如何に本名四股名が定着しつつあるかという事実がうかがえる。本名四股名の中でも自然に関する漢字が含まれている場合は一般に違和感がないとされる。近年では髙安(高安氏)、石浦のように「一族の代表」としての側面も見られる。特に高安は学生相撲出身者以外では北尾以来2人目の本名大関となったが、横綱昇進を機に「双羽黒」に改名した北尾とは異なり横綱昇進後も改名しないことを公言している。下の名も含めて本名のまま横綱に昇進すれば史上初(外国出身者が帰化時に四股名をそのまま本名とした例を除く)となる。本名ではないが木﨑海伸之助の場合は相撲一族で知られる「木﨑」の苗字を四股名に含んでおり、やはり「一族の代表」としての側面が見られる。羽出山将も本名やその読みを全国に知って欲しいと本名の宣伝と明言する形で新十両昇進後も本名で土俵に上がると宣言していた。
本名の下の名をそのまま四股名とする例は2000年代まで「二朗（現・世話人荒ノ浪）」や「福太郎」など数えるほどであったが、2010年代以降は急増しており、表記・読みとも同一の力士のみで2017年5月場所時点では13人にのぼる。こうした四股名を名乗った力士としては大輝（現・北勝富士）、明生、竜虎が関取に昇進している（読みのみが同じ力士では阿覧がいる）。この際四股名における下の名は本名と別のものにするのが一般的であるが、「竜虎 川上」（本名：川上竜虎）のように姓名を逆転させて名字を下の名にする事例や、「海波 海波」（現・瑞光海波）のように下の名を変えず結果的に四股名と下の名が一致する例もある。2010年代以降は四股名顔負けの特徴的な本名を持っている力士も少なくなく、それを四股名の上の部分にしているために目立つ例もある。
他に、四股名として使うことが忌み嫌われている字も存在する。一般社会での「名前に付けるのが相応しくない字」に含まれるものは当然であるが、北勝海が大関昇進時に本名の「保志」から改名するに当たって出身地十勝からとって「北十海（ほくとうみ）」とする予定のところ親方に「十勝止まりのようで縁起が悪い」と言われて、ほくとうみの読みはそのままで「北勝海」と名乗ることになった例のように縁起を担ぐ場合がある。また、一般には武器の名称である剣の字も「剣は折れるもの」という意に通じる事から長年四股名に使われる事が避けられてきた経緯があったが、剣晃敏志は本人の強い希望で四股名に剣の字を入れた。しかし「けんこう＝健康」に通じるとされながらも、本人は現役のまま30歳で病没するという悲劇的な結末となってしまい、その後は以前にも増して「剣」の字は使用が避けられるようになったという。剣晃が没した当時、「剣」の字を使用した四股名を名乗っていた力士は関取経験者の五剣山博之らがいたが、没後も「剣」の字を入れた四股名の関取には剣武輝希と剣翔桃太郎がいる。その他、変わった例では、「土左衛門」の語源になった成瀬川土左衛門という四股名があるが、成瀬川土左衛門はもちろん成瀬川だけですらここ100年以上に亘って名乗った関取はいない。"双"という字は、双葉山本人を含む事件を起こした双葉山系列の力士3人に付いていたため近年では決して縁起の良いものとはされていない。双葉山が璽光尊事件で警察と乱闘事件を起こして逮捕されたことを皮切りに、双羽黒廃業事件と続き、双津竜順一は時津風部屋を継承して所属力士の多くを"双"のつく四股名に改名したが時津風部屋力士暴行死事件を起こし解雇され、より一層"双"の字は印象を悪くし、"双"の字のつく力士は双大竜亮三を除いて元の四股名に戻す、もしくは新たな四股名に改名した。この際本人の希望により唯一"双"の字を残した双大竜は後に幕内まで昇進したが、2018年1月場所の初日直前に引退したことにより時津風部屋で"双"の字のつく力士は皆無となった。
無病息災を願った四股名もいくつか存在しており、上記の剣晃のほか増健がいる。三保ヶ関（元大関・二代目増位山）は学生時代より左膝の怪我を抱えていた柳川信行に「膝が悪いので怪我をしないように」という願いを込めて命名したのであった。しかし2003年7月場所4日目の北桜戦で立合い直後につきひざを喫した例のように、柳川は下半身の脆さが現役生活全体において目立ち、さらに2000年代前半から糖尿病にも悩まされるなど決して健康とは言えない力士であり、元学生横綱の経歴の持ち主としては物足りない十両在位14場所、最高位西十両6枚目に留まった。この2人は直接字面から無病息災の意図が読み取れるが、栃ノ巌、春日錦孝嘉（2004年11月場所で下の名を「孝洋」から「孝嘉」に改名）など、それぞれ頑強そうな印象の字や字画のバランスに無事な土俵生活を祈る意図が込められるといった間接的に表現するケースもあり、どちらかと言うと健康・安全を願った四股名は間接的表現のケースが多い。
2000年代以降、一般の新生児の名付けにおいて極めて個性的で難読な名前（いわゆるキラキラネーム）が命名されることが増え、マスメディアなどでも取沙汰されつつあるが、角界でも2010年頃から極めて個性的な四股名で土俵に上がる力士も多々見受けられ、「キラキラ四股名」と揶揄されたこともある。（後述）
ちなみに力士養成員の四股名の下の名前は公的には番付表や一部の公的アプリ以外では基本的に非公表のため、部屋公式や関係者、果ては(角界生活における真剣度の低い力士の場合は)本人ですら外部サイトを引用して間違えることがある。
1970年9月場所から、同じ読みの四股名は認められなくなった。当場所では東幕下27枚目に玉輝山（たまきやま）がいたため、西三段目17枚目の玉城山（たまきやま）が玉旭（たまあさひ）に改名した。
1996年第41回衆議院議員総選挙・比例近畿ブロック単独候補（新進党公認）で小結経験者旭道山和泰が史上唯一の現役力士として公選法に基づく被選挙権の行使、選挙運動の際や当選、後の国会議員としての活動における通称、議員引退後の実業家や芸能活動における芸名にも相撲協会の承諾を得て「旭道山和泰」を用いている。
戦前までは場所中に改名する力士もいたが、現在では前述のように改名届を提出できるのは各場所の千秋楽から番付編成会議までの間であり、その上で翌場所の番付に反映されるため、場所中に改名することはできない。

## 分類
- 四股名の太字は現役力士

自然現象などに由来
| 四股名       | 由来   | 備考                                   |
| ------------ | ------ | -------------------------------------- |
| 谷風梶之助   | 山谷風 |                                        |
| 雷電為右エ門 | 雷     |                                        |
| 稲妻雷五郎   | 雷     |                                        |
| 大砂嵐金崇郎 | 砂嵐   | 本名（シャーラン）への当て字でもあった |

郷里の地名、名所などに由来
| 四股名         | 由来         | 備考                                 |
| -------------- | ------------ | ------------------------------------ |
| 常陸山谷右エ門 | 常陸         |                                      |
| 栃木山守也     | 栃木         |                                      |
| 宮城山福松     | 宮城         | 現在の宮城県ではなく仙台藩地域       |
| 琉王優貴       | 琉球         |                                      |
| 琉鵬正吉       | 琉球         |                                      |
| 鷲羽山佳和     | 鷲羽山       |                                      |
| 大雪嶺登       | 大雪山       |                                      |
| 水戸泉政人     | 水戸         |                                      |
| 霧島一博       | 霧島         |                                      |
| 星誕期偉真智   | タンゴ       | 下の四股名は本名への当て字でもあった |
| 星安出寿保世   | アンデス山脈 | 下の四股名は本名への当て字でもあった |
| 戦闘竜扁利     | セントルイス | 下の四股名は本名への当て字でもあった |
| 把瑠都凱斗     | バルト海     | 下の四股名は本名への当て字でもあった |
| 琴欧洲勝紀     | 欧州         | 2006年9月場所迄は琴欧州を名乗った    |
| 白露山佑太     | ロシア       |                                      |
| 露鵬幸生       | ロシア       |                                      |
| 隠岐の海歩     | 隠岐諸島     |                                      |
| 御嶽海久司     | 御嶽山       |                                      |

恩人の名前、母の旧姓などに由来
| 四股名       | 由来                                                                      | 備考 |
| ------------ | ------------------------------------------------------------------------- | --- |
| 前田山英五郎 | 自身を救った医者（前田和三郎）から                                        | |
| 吉葉山潤之輔 | 自身を救った医者（吉葉庄作）から                                          | |
| 五十嵐敬之助 | 自身の後援者の名前から                                                    | |
| 寺尾常史     | 自身の母親の旧姓から                                                      | 新十両場所のみ部屋ゆかりの源氏山力三郎を名乗った。 1987年9月場所迄は下の四股名も母親に由来して節男と名乗った。 |
| 轟亘         | 自身の後援会会員の名前から                                                | 1969年3月場所以降は本名の牧本英輔を名乗った                                                                    |
| 英乃海拓也   | 大学時代の相撲部監督、母親の名前、師匠の現役時代の四股名から1字ずつ取った | |
| 朝乃山英樹   | 高校時代の相撲部監督の名前から                                            | 富山、人間山脈、太刀山などにも由来。 2022年7月場所以降の下の四股名は広暉を名乗る。                             |
| 狼雅外喜義   | 高校時代の相撲部監督の名前から                                            | |
| 阿炎政虎     | 入門時の師匠の愛称(アビ)から                                              | |

古典文学などに由来
| 四股名       | 由来                                                              | 備考 |
| ------------ | ----------------------------------------------------------------- | ---- |
| 双葉山定次   | 栴檀は双葉より芳し                                                |      |
| 男女ノ川登三 | 筑波嶺の 峰より落つる男女川 恋ぞつもりて 淵となりぬる（百人一首） |      |
| 大鵬幸喜     | 荘子逍遥遊より                                                    |      |
| 大受久晃     | 論語衛霊公より                                                    |      |

歴史上や同時代の著名人・著名団体に由来
| 四股名       | 由来                                                           | 備考 |
| ------------ | -------------------------------------------------------------- | ---- |
| 大瀬川半五郎 | 清水一家の侠客・大瀬半五郎より                                 |      |
| 前田山英五郎 | 下の名前の部分が幕末の侠客・大前田英五郎に因んだ               |      |
| 維新力浩司   | 維新軍の長州力に因んだ                                         |      |
| 貴景勝貴信   | 上杉景勝に因んだ 2023年5月場所以降は下の四股名は貴信を名乗った |      |
| 若隆元渡     | 毛利三兄弟（毛利隆元・吉川元春・小早川隆景）に因んだ           |      |
| 若元春港     | 毛利三兄弟（毛利隆元・吉川元春・小早川隆景）に因んだ           |      |
| 若隆景渥     | 毛利三兄弟（毛利隆元・吉川元春・小早川隆景）に因んだ           |      |

実在・架空の動物に由来
| 四股名 | 由来   | 備考                              |
| ------ | ------ | --------------------------------- |
| 鳳     | 鳳凰   |                                   |
| 天竜   | 竜     |                                   |
| 大麒麟 | 麒麟   | 1970年3月場所迄は麒麟児を名乗った |
| 猛虎浪 | 虎     |                                   |
| 白馬   | 白馬   |                                   |
| 若兎馬 | 赤兎馬 |                                   |

母校に由来
| 四股名     | 母校名             | 備考                                  |
| ---------- | ------------------ | ------------------------------------- |
| 栃栄       | 埼玉栄高等学校     |                                       |
| 豪栄道     | 埼玉栄高等学校     |                                       |
| 大翔栄     | 埼玉栄高等学校     | 2012年9月場所以降は大栄翔を名乗る     |
| 朝青龍明徳 | 明徳義塾高等学校   |                                       |
| 豊響       | 響高等学校         |                                       |
| 栃飛龍     | 飛龍高等学校       |                                       |
| 玉ノ洋     | 東洋大学           | 2001年3月場所以降は玉乃島新を名乗った |
| 大道       | 葛飾区立大道中学校 |                                       |
| 多賀竜     | 日立市立多賀中学校 |                                       |

タニマチに由来
| 四股名         | タニマチ                                           | 備考 |
| -------------- | -------------------------------------------------- | ---- |
| 開隆山         | 開隆堂出版                                         |      |
| 高見盛         | 日本盛                                             |      |
| 力真           | りきしん人形                                       |      |
| 貴源治・貴公俊 | 龍神総宮社（創立者・辻本源治郎と二代目・辻本公俊） |      |

本名および本名の一部改名
| 四股名        | 本名                 | 備考 |
| ------------- | -------------------- | --- |
| 大内→大内山   | 大内平吉             | |
| 成山          | 成山明               | 1960年3月場所から1961年9月場所迄の下の四股名は準を名乗った                                                   |
| 安念→安念山   | 安念治               | 1962年7月場所以降は羽黒山を名乗った                                                                          |
| 明歩谷→明武谷 | 明武谷清             | 1963年1月場所から7月場所迄は吉葉洋を名乗った 下の四股名は清・清之輔・巌・力伸・憲尚・皇毅・保彦と6回改名した |
| 長谷川        | 長谷川勝敏           | 下の四股名は勝利・勝敏・勝廣・戡洋と3回改名した                                                              |
| 金城          | 金城興福             | 1979年3月場所から1985年1月場所迄は栃光を名乗った                                                             |
| 輪島          | 輪島博               | 大関昇進以降の下の四股名は大士を名乗った                                                                     |
| 蔵間          | 蔵間竜也             | 下の四股名は竜也・龍矢・豹牙と3回改名した。                                                                  |
| 保志          | 保志信芳             | 大関昇進以降は北勝海を名乗った                                                                               |
| 出島          | 出島武春             | |
| 垣添          | 垣添徹               | |
| 髙安          | 高安晃               | |
| 阿覧          | アラン・ガバライエフ | |
| 山本山        | 山本龍一             | |
| 石浦          | 石浦将勝             | 2021年1月場所以降の下の四股名は鹿介を名乗った                                                                |
| 遠藤          | 遠藤聖大             | |
| 宇良          | 宇良和輝             | |
| 木﨑海        | 木﨑伸之助           | |
| 正代          | 正代直也             | |
| 一山本        | 山本大生             | |
| 高橋          | 高橋優太             | 2024年1月場所以降は白熊を名乗る                                                                              |
| 羽出山        | 羽出山将             | |
| 琴勇輝        | 榎本勇起             | |
| 明生          | 川畑明生             | |
| 大輝          | 中村大輝             | 2016年11月場所以降は北勝富士を名乗る                                                                         |
| 竜虎          | 川上竜虎             | |

無病息災を願った四股名
| 四股名     | 由来                                                                                                  | 備考                                               |
| ---------- | --- | -------------------------------------------------- |
| 剣晃       | 入門したての頃に不健康だったことから「健康」になるようにと木村英樹（後に第38代 木村庄之助）が名付けた | 1985年初場所の頃に名付けられ、亡くなるまで名乗った |
| 増健       | 膝が悪いため怪我をしないように                                                                        | 2005年11月場所以降は本名の柳川信行を名乗った       |
| 栃ノ巌     | 怪我が多いので体が丈夫になるように                                                                    | 1999年1月場所以降は栃栄篤史を名乗った（前述）      |
| 春日錦孝嘉 | 上半身に比べ下半身が弱いため足腰をしっかりするように名前部分を本名（孝洋）の読みのまま改名            |                                                    |

師匠や先輩の四股名から文字を受け継ぐ
| 四股名       | 受け継がれた四股名  | 備考 |
| ------------ | ------------------- | ---- |
| 栃錦清隆     | 栃木山-大錦         |      |
| 玉乃海太三郎 | 玉ノ海              |      |
| 玉の海正洋   | 玉乃海              |      |
| 千代の富士貢 | 千代の山-北の富士   |      |
| 千代大海龍二 | 千代の富士          |      |
| 千代大龍秀政 | 千代大海            |      |
| 双羽黒光司   | 双葉山-羽黒山       |      |
| 若の里忍     | 若ノ花-隆の里       |      |
| 北勝富士大輝 | 北勝海-北の富士     |      |
| 鶴竜力三郎   | 源氏山力三郎        |      |
| 貴ノ富士三造 | 玉ノ富士-千代の富士 |      |

師匠や父親・祖父の四股名を受け継ぐ
| 四股名              | 受け継いだ四股名     | 備考                                             |
| ------------------- | -------------------- | ------------------------------------------------ |
| 貴ノ花光司          | 貴ノ花利彰           | 1994年11月場所以降の上の四股名は貴乃花を名乗った |
| 栃東大裕            | 栃東知頼             |                                                  |
| 佐田の海貴士        | 佐田の海鴻嗣         |                                                  |
| 琴ノ若傑太→琴櫻将傑 | 琴ノ若晴將、琴櫻傑將 |                                                  |
| 霧島鐵力            | 霧島一博             |                                                  |

部屋ごとに四股名に決まった文字をつける例
- 四股名の初めの文字の例

| 部屋名                           | 文字               | 備考                               |
| -------------------------------- | ------------------ | ---------------------------------- |
| 出羽海部屋                       | 「出羽」           |                                    |
| 出羽海部屋                       | 「常陸」           | 4代出羽ノ海、5代出羽ノ海時代       |
| 出羽海部屋                       | 「常」             | 6代出羽海、7代出羽海時代           |
| 出羽海部屋                       | 「小城」           | 11代出羽海時代                     |
| 立浪部屋                         | 「立」             |                                    |
| 春日野部屋                       | 「栃」             |                                    |
| 佐渡ヶ嶽部屋                     | 「琴」             |                                    |
| 片男波部屋                       | 「玉」             |                                    |
| 旧二子山部屋                     | 「若」             |                                    |
| 旧間垣部屋                       | 「若」             |                                    |
| 旧花籠部屋                       | 「若」             |                                    |
| 放駒部屋                         | 「若」             | 旧松ヶ根部屋・旧二所ノ関部屋も使用 |
| 西岩部屋                         | 「若」             |                                    |
| 旧友綱部屋                       | 「魁」             |                                    |
| 浅香山部屋                       | 「魁」             |                                    |
| 旧放駒部屋                       | 「魁」             | 上記2部屋とは別系統                |
| 安治川部屋                       | 「陸奥」           | 3代安治川時代に使用                |
| 安治川部屋                       | 「安」             | 4代・8代安治川時代に使用           |
| 伊勢ヶ濱部屋 （9代伊勢ヶ濱時代） | 「照」             |                                    |
| 大島部屋                         | 「旭」             |                                    |
| 旧友綱部屋 （11代友綱時代）      | 「旭」             |                                    |
| 旧中川部屋                       | 「旭」             |                                    |
| 追手風部屋                       | 「大(翔)」「追風」 |                                    |
| 時津風部屋                       | 「時(津)」「双」   |                                    |
| 旧井筒部屋                       | 「鶴」             |                                    |
| 音羽山部屋                       | 「鶴」             |                                    |
| 旧陸奥部屋                       | 「星」             | 7・8代陸奥時代に使用               |
| 旧陸奥部屋                       | 「霧」             | 9代陸奥時代に使用                  |
| 高田川部屋 （8代高田川時代）     | 「前」             |                                    |
| 九重部屋                         | 「千代」           |                                    |
| 九重部屋                         | 「千代大」         | 14代九重時代に使用                 |
| 八角部屋                         | 「北勝」「保志」   |                                    |
| 高砂部屋                         | 「朝」             | 旧若松部屋（11代時代）も使用       |
| 高砂部屋                         | 「富士」           | 旧富士ヶ根部屋より使用             |
| 旧三保ヶ関部屋                   | 「増」             |                                    |
| 千賀ノ浦部屋→常盤山部屋          | 「舛」             | 19代千賀ノ浦時代に使用             |
| 千賀ノ浦部屋→常盤山部屋          | 「隆」             | 20代千賀ノ浦→17代常盤山時代に使用  |
| 鳴戸部屋→田子ノ浦部屋            | 「隆」             |                                    |
| 境川部屋                         | 「佐田」           | 9代時代の出羽海部屋でも使用        |
| 木瀬部屋                         | 「木瀬」           | 別系統の旧木瀬部屋でも使用         |
| 木瀬部屋                         | 「肥後」           | 熊本県出身力士のみ使用             |
| 錣山部屋                         | 「寺尾」           | 20代錣山時代                       |
| 旧田子ノ浦部屋                   | 「久」「碧」       |                                    |
| 旧貴乃花部屋                     | 「貴」             | 旧藤島・二子山部屋も使用           |
| 朝日山部屋                       | 「朝日」           |                                    |
| 藤島部屋                         | 「藤」             |                                    |
| 鳴戸部屋                         | 「欧」             |                                    |
| 武隈部屋                         | 「豪」             |                                    |
| 押尾川部屋                       | 「風」             | 22代押尾川時代に使用               |
| 秀ノ山部屋                       | 「菊」             |                                    |

- 四股名の終わりの文字の例

| 部屋名                                 | 文字     | 備考                         |
| -------------------------------------- | -------- | ---------------------------- |
| 立浪部屋                               | 「浪」   |                              |
| 旧入間川部屋                           | 「司」   |                              |
| 中村部屋                               | 「風」   |                              |
| 旧尾車部屋                             | 「風」   |                              |
| 旧伊勢ヶ濱部屋 （5代-8代伊勢ヶ濱時代） | 「瀬川」 |                              |
| 旧桐山部屋                             | 「瀬川」 |                              |
| 伊勢ヶ濱部屋 （9代伊勢ヶ濱時代）       | 「富士」 | 旧安治川部屋時代も一時期使用 |
| 九重部屋 （12代九重時代）              | 「富士」 |                              |
| 式秀部屋                               | 「桜」   |                              |
| 山響部屋 （旧北の湖部屋時代も含む）    | 「湖」   |                              |
| 旧鳴戸部屋                             | 「里」   |                              |
| 二子山部屋                             | 「雅」   |                              |
| 旧宮城野部屋                           | 「鵬」   |                              |
| 音羽山部屋                             | 「竜」   |                              |

- 四股名の初め・終わりどちらにも使われる文字の例

| 部屋名                        | 文字     | 備考                           |
| ----------------------------- | -------- | ------------------------------ |
| 立浪部屋                      | 「羽黒」 |                                |
| 立浪部屋                      | 「豊」   | 7代立浪時代に使用              |
| 時津風部屋                    | 「豊」   |                                |
| 玉ノ井部屋                    | 「東」   |                                |
| 追手風部屋                    | 「翔」   |                                |
| 旧春日山部屋                  | 「春日」 |                                |
| 武蔵川部屋                    | 「武蔵」 |                                |
| 武蔵川部屋                    | 「武」   | 14代時代は四股名の初めのみ使用 |
| 二子山部屋 （14代二子山時代） | 「雅」   |                                |
| 朝日山部屋                    | 「錦」   |                                |
| 西岩部屋                      | 「里」   |                                |
| 雷部屋                        | 「雷」   |                                |

- 多くは部屋の名前あるいは師匠や創設者の現役名に由来する。この中で八角部屋の「保志」は師匠の本名であり、このような例は現代では稀である（ただし師匠北勝海は関脇まで本名で取っていた）。また錣山部屋の「寺尾」は師匠の現役時代の四股名ではあるが、元々の由来は寺尾の母親（14代井筒夫人）福薗節子の旧姓である（節子の父寺尾政喜も力士ではあったが四股名は「加賀錦」で、「寺尾」を名乗った場所はない）。片男波部屋の「玉」もその由来を辿ると二所ノ関部屋の開祖である5代二所ノ関夫人の名（おたま）にまで遡る。旧国名そのものである「出羽」、「武蔵」などのほか、「栃」(栃木山・栃木県)、「旭」（初代旭國・旭川市）、「琴」（初代琴錦・琴弾八幡宮）など、現在では部屋伝統のイメージとして定着している文字には元来は地名由来であったものも多い。安治川部屋では4代(元関脇陸奥嵐)時代には自身の現役時の四股名から「陸奥（むつ）」を冠していたが、同時期には陸奥（みちのく）部屋が存在しており、現存する他の部屋名と同じ文字を四股名に冠する事態となっていた。なお当時の陸奥部屋に「陸奥」のつく力士は存在しなかった。
- 佐渡ヶ嶽部屋や高砂部屋（旧若松部屋）などのように、入門からしばらくは「琴鎌谷」「朝玉木」のように「（部屋の文字）＋本名」を名乗らせ、ある程度地位が上がって（例えば幕下に上がる・関取になるなど）初めて四股名を名乗らせる習慣を持つ部屋もある。ただし高砂部屋では石橋広暉(現・朝乃山)以降、学生相撲出身力士は「朝」をつけず本名をそのまま名乗るケースが多くなっている[注 14]。逆に伊勢ヶ濱部屋（旧安治川部屋）のように原則として序ノ口から「安（安治川部屋時代）」または「富士（安治川部屋初期および伊勢ヶ濱部屋時代）」のつく、本名を含まない四股名をつける部屋も存在する。九重部屋では13代時代は三段目昇進で本名から「千代」のつく四股名に改名するのが原則であったが、14代の継承後は初土俵から四股名を名乗る方針に転換した。また、高田川部屋は当時の高田川親方（元大関前の山）が2006年1月場所で「日本人にとって太郎は大切な名前。国技の中で、この名前を大事にしていこうという者がいてもいいだろう。」という理由から、所属力士の多くが下の名を師匠の現役時代と同じ「太郎」に改名した。

部屋に代々伝わるゆかりの四股名
| 部屋名                              | 四股名                                       | 備考 |
| ----------------------------------- | -------------------------------------------- | ---- |
| 伊勢ノ海部屋                        | 「柏戸」「藤ノ川」「四ツ車大八」             |      |
| 高砂部屋                            | 「小錦八十吉」「朝潮（朝汐）太郎」「高見山」 |      |
| 井筒部屋                            | 「西ノ海嘉治郎」「源氏山」「逆鉾」「星甲」   |      |
| 二子山部屋 （10代・11代二子山時代） | 「若乃花」「貴乃花」                         |      |
| 出羽海部屋                          | 「両國（国）梶之助」「出羽の花」             |      |
| 時津風部屋                          | 「豊山」                                     |      |

- これらの名はある程度番付を上げないと襲名を許されないことが多く出世名と呼ばれる。「若乃花」は、当初大ノ海の花籠親方が自分の若い頃の四股名（若ノ花）を弟子に名乗らせたものだが、その弟子が横綱初代若乃花となり独立して二子山部屋を興したため、二子山部屋の四股名となった。同様に、柏戸剛、高見山大五郎がそれぞれ独立して部屋を興して以降、本家の部屋では柏戸、高見山を名乗る力士は登場していない。また「豊山」は一般的に初代[注 15] とされている豊山勝男から「新潟県出身」で「東京農業大学相撲部出身」が襲名の条件とされている。

## 変わった四股名
大正時代まで
- 九 九之助（いちじく きゅうのすけ）：明治時代の力士。大坂相撲で下位で名乗っていた四股名で、一軸・國岩を経て両國梶之助を襲名。最高位は小結。
- おだやか 常吉（おだやか つねきち）
- い 助治郎（かながしら すけじろう）[13]：明治時代の大坂相撲の力士。
- ステッセル 寅太郎（すてっせる とらたろう）：明治時代の大坂相撲の力士。
- 一二三山 四五六（ひふみやま よごろく）
- 三ッ△ 鶴吉（みつうろこ つるきち）：明治時代の大坂相撲の力士。最高位は見習。
- 相引 森右衛門（あいびき もりえもん）：天明期の看板大関。
- 釘貫 禰次兵衛（くぎぬき ねじべえ）
- 兎角 是非内（とかく ぜひない）
- 忍山 色助（しのぶやま いろすけ）
- 山巡り 雷蔵（やまめぐり らいぞう）
- 縄張 綱右衛門（なわはり つなえもん）
- 横巾 楯之助（よこはば たてのすけ）
- 晴天 照蔵（せいてん てるぞう）
- 螺貝 鳴平（ほらがい なるへい）
- 白旗 源治（しろはた げんじ）
- 宝年 万作（ほうねん まんさく）
- 猪シ 鍋吉（いのしし なべきち）：明治時代の力士。最高位は十両。
- 電氣燈 光之介（でんきとう こうのすけ）[1]：明治～大正時代の力士。最高位は幕下。
- 自働車 早太郎（じどうしゃ はやたろう）：明治時代の大坂相撲の力士。最高位は序二段。
- 自轉車 早吉（じてんしゃ はやきち）：明治時代の大坂相撲の力士。最高位は序二段。
- 雷り 光五郎（いなびかり みつごろう）
- 文明 開化（ぶんめい かいか）
- 不了簡 綾丸（ふりょうけん あやまる）
- 貫キ 透（つらぬき とおる）
- 突撃 進（とつげき すすむ）
- 膃肭臍 市作（おっとせい いちさく）
- 黒猫 白吉（くろねこ しろきち）[1]：明治時代の力士。三段目で名乗っていた名前で、のち大則戸を経て両國梶之助へ改名。最高位は前頭16枚目。
- 猩々 善介（しょうじょう ぜんすけ）：明治時代の力士。最高位は三段目。
- 鬼ノ臍 常吉（おにのへそ つねきち）
- 百足山 千太（むかでやま せんた）：明治時代の力士。最高位は序二段。
- 蟻ノ子 藤太郎（ありのこ とうたろう）：明治時代の力士。最高位は序二段。
- 三毛猫 泣太郎（みけねこ なきたろう）：明治時代の力士。最高位は序ノ口。
- 大虎 寅吉（おおとら とらきち）
- 山猫 三毛蔵（やまねこ みけぞう）
- 玉猫 三毛蔵（たまねこ みけぞう）
- 小猫 三毛蔵（こねこ みけぞう）
- 改心 政太郎（かいしん せいたろう）
- 凸凹 太吉（でこぼこ たきち）
- 新刑法 源七（しんけいほう げんしち）
- 野晒 勘三郎（のざらし かんざぶろう）
- いろは 幸吉（いろは こうきち）
- ヒーロー 市松（ひーろー いちまつ）：明治時代の大坂相撲の力士。最高位は見習。
- 初陣 一二（ういじん いちじ）
- 片福面 大五郎（かたおかめ だいごろう）[1]：明治～大正時代の力士。最高位は幕下。
- 軽気球 友吉（けいききゅう ゆうきち）
- 〆切り 玉太郎（しめきり たまたろう）
- 豆鉄砲 芳太郎（まめでっぽう よしたろう）：明治時代の力士。最高位は序二段。
- 馬鹿の 勇介（ばかの ゆうすけ）
- 十七 八十平（としち やそへい）
- 八重山 八十八（やえやま やそはち）
- 一夢 百吉（ひとゆめ ももきち）
- 一ノ里 七五三市（いちのさと しめいち）
- 京 昇（かなどめ のぼる）[13]：大正時代の力士。最高位は序二段。
- 子 音二郎（えとがしら　おとじろう）[13]：明治時代の力士。最高位は三段目。
- 十二時 栄吉（じゅうにじ えいきち）
- 唐辛 多喜弥（とうがらし たきや）：明治時代の力士。最高位は前頭11枚目。
- 寒玉子 爲治郎（かんたまご ためじろう）：明治～大正時代の力士。最高位は前頭9枚目。
- 器械舟 源吾（きかいふね げんご）：明治時代の力士。最高位は幕下。
- 盃 源太郎（さかずき げんたろう）：明治時代の力士。最高位は幕下。
- 軍艦 保（ぐんかん たもつ）：明治時代の力士。最高位は三段目。
- 軍扇 進（ぐんせん すすむ）：大正時代の力士。
- 水馴棹 長太夫（みなれざお ちょうだゆう）：江戸相撲の初期の番付に見られる力士。
- 猫又 三吉（ねこまた さんきち） ：明治時代の大坂相撲の大関。

昭和
- い 一（かながしら はじめ）：南部富士から改名。三段目で名乗った四股名。番付では片仮名表記の「イ 一」となっている場所もある。
- 野狐 三二郎（のぎつね さんじろう）
- 一 匡（かずはじめ はじめ）[13]：最高位は幕下。
- 海乃海 幸男 (うみのうみ ゆきお) ：「乃」の前後が同じ漢字となっている四股名。1966年、3場所序ノ口に在位。
- 丸勇 高利（まるゆう たかとし、二子山部屋）：序二段の二子竜から改名。当時国会でマル優廃止法案が成立した直後の改名だけに政治風刺の珍しい四股名となった。
- 赤鬼 豊（あかおに ゆたか、朝日山部屋）：本名の若田部を名乗った時期もある。弟弟子の青鬼と対の四股名。最高位幕下13枚目。
- 青鬼 勝（あおおに まさる、朝日山部屋）：本名の中辻を名乗った時期もある。兄弟子の赤鬼と対の四股名。最高位は三段目55枚目。兄弟子の赤鬼より先に廃業した。
- 玄海 桃太郎（げんかい ももたろう、朝日山部屋）:入門当時は若田中を名乗っていたが、当時の朝日山部屋には上記の通り赤鬼・青鬼という力士がおり、これを成敗する「桃太郎」という四股名の力士が他の部屋に現れては困るという理由から、あえて同部屋の若田中に新しく付けられた四股名。ただし、最初に付けられた四股名は「桃太郎 研二」だった。ちなみに彼は最終的に東十両12枚目まで昇進しており、番付上は兄弟子の赤鬼・青鬼に勝った。
- 前進山 良太（ぜんしんやま りょうた、高田川部屋）：新弟子時代は四つ相撲とも突き押し相撲とも付かない相撲を取っており低迷したため、「前に出る相撲を取るように」との願いから名付けられた。最高位は東十両2枚目。現在は若者頭・前進山。

平成
- 祥映斗 宏務（しょうえいと ひろむ、井筒部屋）：8勝に由来し（祥=勝、映斗=8）、関取で毎場所勝ち越せるようにという願いから。1994年9月場所より「霧の若」から当四股名に改名するも、願いも虚しく最高位西幕下3枚目で1999年1月場所を最後に引退。現在は「両國宏」の芸名で俳優として活躍。
- 武蔵坊 弁慶（むさしぼう べんけい、武蔵川部屋）：ハワイ出身で素質は後輩の武蔵丸以上だったといわれるが、相撲界になじめず帰国してしまった。
- 大翔鶴 亀太郎（だいしょうかく きたろ[14]、追手風部屋）
- 荒木 たかみち（あらき たかみち） → 北綾山 たかみち（ほくりょうやま たかみち、北の湖部屋）：下の名前が平仮名。
- 大魔王 暁志（だいまおう　さとし、芝田山部屋）：細身で弱気な性格だったので脱皮させる意を込めた。改名の場所で一番相撲から5連勝（2敗）した。
- 月ノ輪 熊之介（つきのわ くまのすけ、錣山部屋）：気が優しく大人しい性格だったので、土俵上では熊のように荒々しくなってほしいという願いから、2005年9月場所より本名の「玉田」から改名。2007年7月場所まで当四股名を用いて、以降は「寺尾鵬」「闘王富士」への改名を経て、2016年1月場所より「大海原」を名乗っている。2016年11月場所の2番相撲を最後に土俵から遠ざかり、2017年9月場所以降は番付外となり、6年近く近く土俵から離れた末に2023年3月場所を以って遂に復帰することなく引退。
- 刃力 誠将（ばりき しげのぶ、錣山部屋）：2005年3月場所より2007年1月場所までは本名の「冨嶋」、以降「美喜天翔」「刃力丸」への改名を経て、2013年9月場所から2020年3月場所の引退迄「刃力」を名乗った。
- 猫又 虎右衛門（ねこまた とらえもん、伊勢ノ海部屋）：部屋伝統の四股名
- 鳩弾力 豆太郎（はとだんりき まめたろう、出羽海部屋）：鳩のように素早く、弾丸のように力強く。豆のように小さいが強くなれることを証明したいという理由から命名。
- 苍國来 栄吉（そうこくらい えいきち、荒汐部屋）：中国簡体字を使った四股名。のちに蒼国来と改名。詳細は本人の項目を参照。
- 大越前王 力（だいえちぜんおう りき、千賀ノ浦部屋）：8音節の四股名。
- 李 大源（り でうぉん、春日野部屋）：1音節の四股名（本名のまま[注 16]）。その後、栃乃若 導大（とちのわか みちひろ）と改名。詳細は本人の項目を参照。
- 翔皇騎 昇（しょうこうき のぼる、式秀部屋）：勝ち越し負け越しを交互に繰り返し序二段と三段目を度々行き来していたいわゆる「エレベーター力士」だったため、「もう下りはいらん、昇りだけの昇降機になれ」と師匠によって2008年九州場所より玄海丸から改名。その効果か2場所連続勝ち越し、翌年春場所には番付も自己最高位となる西三段目32枚目まで上げるも何故か全休してそのまま引退。
- 右肩上り 博保（みぎかたあがり ひろやす、大嶽部屋）：「全体が暗いのでみんなが幸せになれるように」との願いを込めて成績の向上も兼ねて2009年7月場所に本名から改名。その後、2009年11月場所より「り」を削除した「右肩上（読みは同じ）」に改名後、2015年1月場所より本名の「吉野博保」への改名を経て2015年5月場所以降は2023年3月場所で引退するまで「電山博保」と名乗った。
- 宇瑠虎 太郎（うるとら たろう、式秀部屋）：『ウルトラマンタロウ』に由来。名付け親の9代目式秀親方いわく、「3分間全力で土俵上で動き回ってほしいという願いを込めて付けた」とのこと。2018年1月場所から「宇瑠寅太郎」（読みは同じ）に改名。
- 鰤の里 強志 → 鰤乃里 強志（ぶりのさと つよし、千賀ノ浦部屋）：木下（本名）→ 栃ノ波→ 大浪→ 能登ノ波のしこ名を経て入門から9年が経過した2010年5月場所から当四股名を名乗り話題となった。同年1月場所の千秋楽祝賀会に父親が自分で水揚げしたブリを持って来たことに因み、19代千賀ノ浦が提案した。成長に伴って名前が変わる出世魚の最終形態の呼び名である「ブリ」を採り入れた四股名だが、皮肉にも名乗る直前の場所を三段目の下位で負け越し、序二段に陥落してしまったため、自身を含め周囲は改名に躊躇したとされるが、最終的に「験直し」の意味合いで改名に踏み切った。2017年1月場所以降は引退（2019年3月場所）迄鰤乃里を名乗った。
- 若戸大橋剛（わかとおおはし つよし、式秀部屋）：北九州市若松区出身で小学校時代に描いた若戸大橋の絵手紙が入選したことから。後援会の人が若戸大橋の近くにある「高塔山」を薦めたが押し切ったとされる。2013年11月場所から若戸桜に改名。最高位は序二段、2025年4月14日に現役死。
- 光源治 晴（ひかるげんじ はる、峰崎部屋所属）：2013年3月場所、「若源治 光治（わかげんじ みつはる）」より改名。「光源氏」に因む。
- 天空海 翔馬（あくあ しょうま、立浪部屋所属）：2014年3月場所、「豊乃浪 祐貴（とよのなみ ゆうき）」より改名。上昇の願いを込めた「天」と、出身地である茨城県大洗町の「空」や「海」をイメージしており、それまでは成績に波があったので、浪を取ることで波が無くなることを願って改名した。「あくあ」の読みはアクアワールド茨城県大洗水族館からきている。
- 泉川 五右衛門（いずみがわ　ごえもん、峰崎部屋→芝田山部屋所属）：2016年1月場所初土俵。「石川五右衛門出水川貞右エ門」に因む。
- 竜虎 川上（りゅうこう かわかみ、尾上部屋所属）：本名（川上竜虎）の姓と名を反転した四股名。初土俵の2017年1月場所のみ本名を四股名にし、2017年3月場所以降は現在の四股名を名乗っている。式秀部屋の黎大高信も同様。
- 播磨灘 隼人（はりまなだ はやと、尾上部屋所属）：「播磨灘」の四股名は嘗て相撲漫画『ああ播磨灘』で主人公が名乗る四股名として登場し、現実には使用された前例のない架空の四股名だったが、それまで「山名 隼人（やまな はやと）」を名乗っていた本人が2017年5月場所より名乗り始め、実在する四股名となった。架空の四股名が後に実在する四股名となった珍しい例である。
- 朝阪神 虎吉（あさはんしん とらきち、高砂部屋所属）：2018年3月場所、朝塩本より改名。プロ野球球団阪神タイガースのファンであることから[15]。下の名も熱心な阪神ファンを表す「トラキチ」に由来。
- 吉崎 やまと（よしざき　やまと） → 奄美将 やまと（あまみしょう やまと、境川部屋）：下の名前が平仮名。「吉崎 やまと」は本名。
- 琴塚原 ヒカル（ことつかはら ひかる、佐渡ヶ嶽）：下の名前が片仮名。本名は「琴」を除いた部分。
- 大当利 大吉（おおあたり　だいきち、式秀部屋）：平成27年3月場所初土俵。本名が「櫛引（くしびき）」であることから「籤引」に引っ掛けた。初期には本名を名乗った。

令和
- 朝鬼神 閻魔（あさきしん　えんま、高砂部屋所属）：2021年3月場所、「朝鬼神 克忠（あさきしん かつただ）」から改名。病気や怪我をしない名前として、知人により名付けられた[16]。同年11月場所に元の四股名に戻した。
- 白熊 優太（しろくま ゆうた、二所ノ関部屋所属）：2024年1月場所、高橋より改名。また、同時期には宮城野部屋に「黒熊（読み方は「くろかげ」）」という力士がいたが、2024年3月場所限りで引退したため「熊対決」はならなかった。

2013年に元・前頭の北桜が9代目式秀を襲名し、8代目式秀(元小結)・大潮より式秀部屋を継承して以来、前述の宇瑠虎太郎などをはじめ同部屋の所属力士の多くが極めて個性的な四股名を名乗った。詳細は式秀部屋#所属力士の珍四股名を参照。
横綱の阿武松緑之助や稲妻雷五郎なども一種の掛け言葉になった四股名である。大鵬幸喜も漢語由来の四股名ということで最初は違和感を覚えるむきもあった。北の湖敏満も「湖」を「うみ」と読ませる当て字が、千代の富士貢も5文字の四股名は珍しいと話題になった。平成の横綱では武蔵丸光洋なども、「丸」の文字がやや異色で、これは本名のフィヤマル・ペニタニから来ている。いずれ大関、横綱になったら別の四股名を名乗るものと思われていたが、結局この名で現役を通した。これらの力士は四股名より土俵上の実績で名が残った。
- 朝青龍明徳（あさしょうりゅう　あきのり）：「あさ」の次に「しょうりゅう」が来る湯桶読みである。千代大海、琴欧洲など近年は湯桶読みの四股名も多いが横綱としては初めて（千代の富士・旭富士の「ふじ」も一応音読みではあるが日本の古語であり湯桶読みの違和感は全くなかった）。

## 難読な四股名
- 魚土村ヶ洞 岩右衛門（■がほら いわえもん）：最高位は関脇[17]。
  - 相撲博物館に所蔵されている明和2年10月場所の番付表に記載が在る四股名。「魚土村」は左に魚偏、右上に「土」、右下に「村」と書く一字だが、この漢字は造字であるのか、四股名の読みは判明していない[注 17][注 18]。魚偏に「寿」とする資料もある。前後数年間の番付表には記載がなく、成績は全休であることが判っているが、所属部屋・出身地など、その他の詳細は一切不明。看板力士と見られる。
- 鯨波 源太夫（ときのこえ げんだゆう）：最高位は前頭筆頭、四股名は「時声」とも表す。
- 友鵆 寿作（ともちどり じゅさく）：最高位は前頭4枚目。
- 輦 文治郎（てぐるま ぶんじろう）：最高位は前頭6枚目。
- 鱝野上 曑太夫（えのえ あきだゆう）：最高位は前頭筆頭、最初の四股名も「猫又虎右衛門」と珍名。
- 梁 富五郎（うつばり とみごろう）：最高位は小結。
- 階 玉右衛門（きざはし たまえもん）：最高位は前頭3枚目。
- 桟シ 初五郎（かけはし はつごろう）：最高位は前頭筆頭。
- 勢見山 兵右エ門（せいみざん ひょうえもん）：最高位は小結。
- 鑛 石松（あらがね いしまつ）：最高位は前頭7枚目。
- 籬野 雲右エ門（まがきの くもえもん）：最高位は前頭2枚目。
- 𢶉ヱ 熊吉（てごたえ くまきち）：最高位は小結。「てごた」は手偏に「雹」。（この字に関するグリフウィキのページ）
  - 明治初期の大坂相撲の幕内力士で、「黒岩」に改名前の四股名（この四股名は1878年9月（新入幕）～1880年9月まで3場所名乗り、のち黒岩熊吉→黒岩庄太郎と改名）、陣幕部屋所属。
- 殿り 源吉（しんがり げんきち）：最高位は大関。明治初期の幕内力士（主に大坂相撲で活躍）、大坂での別派「広角組」に参加。
- 京 石松（かなどめ いしまつ）：最高位は前頭10枚目。明治中期、大坂相撲の幕内力士。猪名川部屋所属。
- 可愛嶽 実男（えのだけ さねお）：最高位は十両4枚目。昭和初期の十両力士。出羽海部屋所属。
- 笠洋 正好（りゅうよう まさよし）：北の湖部屋所属。
- 天降川 彰彦（あもりがわ あきひこ）：井筒部屋所属。
- 寒水山 雅直（そうずやま まさなお）：井筒部屋所属。本名。
- 常陸號 達也（ひたちごう たつや）：武蔵川部屋から藤島部屋へ移籍。現役。
- 望櫻 将太（みざくら しょうた）：宮城野部屋所属、のち部屋の先輩が名乗った「光法（最高位前頭9枚目）」に四股名を改名。
- 高麗の国 譲二（こまのくに じょうじ）：芝田山部屋所属。現役。
- 土佐颯 一光（とさはやと かずみつ）：錣山部屋所属、2012年9月場所より「とさはやて」に読み方変更。
- 若樫固 光（わかけんご ひかる）：松ヶ根部屋所属、読み方はそのままで「若堅固」より改名。
- 大小林 央弥（だいしょうりん ひろや）：荒汐部屋所属、本名の「小林」は一般的な読みと同様に「こばやし」と読む。
- 荒馬強 強（あらうまごう つよし）：伊勢ノ海部屋所属。
- 星ヶ嶺 知足（ほしがね ともたり）：井筒部屋所属、2012年1月場所「星冑 鐵足（ほしかぶと かねたり）」に改名。
- 碧の正 謙太（あおのしょう けんた）：田子ノ浦部屋から出羽海部屋へ移籍。
- 久勢 和正（ひさちから かずまさ）：田子ノ浦部屋所属。
- 鳳龍 良光（たかりゅう よしみつ）：藤島部屋所属。
- 颯天 浩明（はやて ひろあき）：藤島部屋所属。
- 東輝 孝二（あずまひかり こうじ）：玉ノ井部屋所属。
- 真裟刃 勝（まさや しょう）：千賀ノ浦部屋所属。本名の「真也（まさや）」に由来。
- 翔猿 正也（とびざる まさや）：追手風部屋所属。現役。追手風部屋では「翔」をよく使われるが、「とぶ」と読む力士は唯一。
- 北勝伊 悠希（ほくとよし ゆうき）：八角部屋所属。現役。
- 碧天 大市（あおぞら だいち）：田子ノ浦部屋から春日野部屋へ移籍。
- 大海 一成（たいよう かずなり）:尾上部屋所属。現役。
- 紫雷 匠（しでん たくみ）：木瀬部屋所属。現役。
- 羽出山 将（はつやま しょう）：玉ノ井部屋所属。本名。現役。
- 阿龍 佑晟（あーろん ゆうせい）:二所ノ関部屋から中村部屋へ移籍。現役。
- 美ノ海 義久（ちゅらのうみ よしひさ）:木瀬部屋所属。現役。沖縄県出身であり、「ちゅら」は沖縄県の方言で「美しい」という意味。
- 一意 虎風（かずま とらかぜ）:木瀬部屋所属。現役。本名は「川渕 一意（かわぶち かずま）」。

## その他の逸話
- 泉崎 丈助 → 宮城野 丈助 → 倶利迦羅 竜助 → 宮城野 丈助 → 錦木 繁之助 → 錦木 盤之助 → 錦木 繁之助 → 宮城野 丈助 → 音羽山 峰右エ門 → 雲井川 勝右エ門 → 江戸ヶ浦 勝右エ門
  - 江戸時代後期の化政期に活躍した、江戸ヶ浦勝右エ門は記録に残っているだけで10回の改名歴がある。江戸時代は改名が頻繁にあったが、その中でも群を抜く多さであり「大改名狂」と揶揄された。ちなみに音羽山 峰右エ門と名乗っていた時期は、5代音羽山となり、二枚鑑札でもあった。
- 藤田→藤田山→藤田→藤田山→藤田→藤田山
  - 昭和20年代後半の藤田山忠義は、最初は本名の藤田を名乗り、幕下になってから藤田山に改名した。1949年5月場所での負け越しを機に藤田に戻し、翌場所で勝ち越すと再び藤田山に改名といったように藤田と藤田山を交代で名乗ること実に6回、ついには当時の相撲協会理事長(元横綱常ノ花の出羽海理事長)から「いい加減にしろ」と怒られ、それ以上の改名禁止を命じられた。
- 川田→出羽龍→岩木山→出羽港→出羽湊
  - 同じ昭和20年代後半の幕内力士出羽湊秀一は幕下から十両にかけて、本名の川田から4場所連続で四股名を改名した。
- かたや栃錦（とちにしき）、こなた時錦（ときにしき）
  - 昭和30年代の横綱と小結でよく似た名前だが部屋も一門も別、本場所での対戦もあった。行司や呼び出しはアクセントに大きな違いをつけることで呼び分けた。
  - 他にも立洸（たつひかり）と大刀光（たちひかり）、濱ノ嶋（はまのしま）と玉乃島（たまのしま）、魁皇（かいおう）と海鵬（かいほう）、遠藤（えんどう）と炎鵬（えんほう）、島津海（しまづうみ）と志摩ノ海（しまのうみ）が同時期に存在していた。
- 野口→開聞嶽→星兜→薩摩富士→星薩摩→大岩濤→星岩濤→星甲→星岩涛
  - 初土俵から所要115場所、新十両からの所要46場所は歴代二位の超スロー出世の星岩涛は8回の改名歴があり、井筒部屋（のち陸奥部屋）由来の四股名である星甲（星兜）を名乗った。
- 葛生→前の里→富乃里→大富里→大富ノ里→大黄鬼→大昇鬼
  - 大昇鬼（最高位は幕下）は短期間の間に富乃里→大富里→大富ノ里→大黄鬼→大昇鬼と改名しており、話題を呼んだ。
- 海乃山
  - 本来の意図は「海力山」で、行司の誤記による四股名をそのまま名乗って通したもの。
- 四釈迦山
  - 時錦が幕内から十両に陥落した後に名乗った四股名。本来の意図は「出釈迦山」で、これも同じく誤記による四股名をそのまま名乗って通したもの。
- 北の洋
  - 「キタノナダ」は呼びにくいと、その速攻相撲とあいまってアナウンサー泣かせの四股名と言われた。のち解説者として放送に携わる側に回った時には、「緒方昇」の本名を名乗った。
- 栃乃洋
  - 北の洋に同じく。2004年2月18日に放送されたフジテレビ『トリビアの泉』のコーナー「トリビアの種」において、同局系列27局のアナウンサー336人を対象とした調査「アナウンサーが最も言いづらい言葉は○○」のテーマで「栃乃洋」が第7位（18人）に入ったことがある[18]。
- 旭里
  - 本来の読みは「アサヒサト」と濁らないが、それでは呼びにくいとアナウンサーから請われて、「アサヒザト」でもかまわないと本人が認めていたという。
- 大神風
  - 本名の前田一輝で初土俵を踏んで以来、前神風一輝→輝錦一太郎→威力太郎→前神風勝輝→神風力（じんぷうりき）一輝→神風力（しんぷうりき）一輝→大神風力→大神風龍二と当時の現役力士の中では最多改名を更新する8度目の改名となった[19]。

## (参考)力士以外の相撲関係者の珍名・難読
行司
- 木村海颯聖（きむらみさき） - 九重部屋所属。最高位幕下格行司。後に木村誠司郎と改名したが、現役中の2003年12月26日に死去。

呼出
- 三豊（みのる） - 本名をそのまま呼出名としたもの。中村部屋所属。最高位序ノ口呼出。
- 天琉（たける） - 本名をそのまま呼出名としたもの。朝日山部屋所属。現在序二段呼出。